# Iglinskij rajon
L'Iglinskij rajon (in russo Иглинский район?) è un municipal'nyj rajon della Repubblica della Baschiria, nella Russia europea.